# IJCAI Award for Research Excellence
Der IJCAI Award for Research Excellence ist ein Preis für Lebensleistung in der Forschung auf dem Gebiet der Künstlichen Intelligenz (KI) der International Joint Conferences on Artificial Intelligence Organization (IJCAI). Er wird seit 1985 verliehen.

## Preisträger
- 1985 John McCarthy
- 1989 Allen Newell
- 1991 Marvin Minsky
- 1993 Raymond Reiter
- 1995 Herbert A. Simon
- 1997 Aravind Joshi
- 1999 Judea Pearl
- 2001 Donald Michie
- 2003 Nils Nilsson (Informatiker)
- 2005 Geoffrey E. Hinton
- 2007 Alan Bundy
- 2009 Victor Lesser
- 2011 Robert Kowalski
- 2013 Hector Levesque
- 2015 Barbara Grosz
- 2016 Michael I. Jordan
- 2017 Andrew Barto
- 2018 Jitendra Malik
- 2019 Yoav Shoham
- 2020 Eugene Freuder
- 2021 Richard Sutton
- 2022 Stuart Russell
- 2023 Sarit Kraus
- 2024 Thomas Dietterich
- 2025 Rina Dechter